# ブロック島沖の海戦
ブロック島沖の海戦（ブロックとうおきのかいせん、英: Battle of Block Island）は、アメリカ独立戦争開戦からほぼ1年を経た1776年4月6日夜、現在のロードアイランド州ブロック島沖で、大陸海軍とイギリス海軍の艦艇のあいだで戦われた海戦である。大陸海軍の艦隊7隻は、その処女航海でバハマ諸島のナッソーを襲撃して成功した帰り道だった。イギリス海軍は通報艦のMHSグラスゴーだった。グラスゴーは、エセク・ホプキンス海軍代将が指揮する大陸海軍7隻からの捕獲を免れ、逃げおおせたが、かなりの損傷を被っていた。
大陸海軍の艦長数人はこの戦闘の行動を批判され、1人は解任された。ホプキンス代将も戦利品の分配など航海全体に関わる行動を批判され、最終的に海軍を罷免された。

## 背景
MHSグラスゴーはイギリス海軍の6等艦大砲20門搭載のフリゲート艦だった。1776年4月初旬、トラインガム・ハウ海軍大佐の指揮で、ロードアイランドのニューポートからサウスカロライナのチャールストン沖にいるイギリス艦隊に伝言を運んでいた。サウスカロライナの艦隊はチャールストンを攻撃するために集結していたが、6月のサリバン島の戦いで敗北した。
1775年遅く、第二次大陸会議が大陸海軍を創設していた。1776年2月までに艦隊最初の艦船が処女航海に出られるようになり、エセク・ホプキンス代将がバハマ諸島への遠征に8隻の艦船を率いて出発した。バハマにはイギリス軍が軍需物資を置いていることが分かっていた。3月初旬、この艦隊は、途中で艤装にトラブルのあった1隻が帰港して7隻になっていたが、ニュープロビデンス島に海兵隊を上陸させ、ナッソーの町を占領した。艦隊は捕獲した2隻の船舶を加えて大きくなり、軍需物資を積んで3月17日にナッソーを発ち北に向かった。艦隊の1隻はフィラデルフィアに向かわせ、残りはブロック島の水路に進んだ。この艦隊の航海では、熱病や天然痘など様々な病気が蔓延し、使える乗組員の数が減っていた。
4月4日までに艦隊はロングアイランドの海域に達し、イギリス海軍のHMSホークと遭遇してこれを拿捕した。ホークも軍需物資を積んでいた。翌日には2隻目の戦利品ボルトンを拿捕した。ホプキンスはさらに容易な戦利品を獲られることを期待し、その夜はブロック島沖の航海を続け、2列縦隊の偵察隊形をつくっていた。右側すなわち東側列はカボーを先頭に、ホプキンスの旗艦であるアルフレッド（大砲20門搭載、この艦隊では最大）が続き、左側の列はアンドリュー・ドリアを先頭にコロンバスが続いた。これらの後方にプロビデンス、フライおよびワスプが戦利品の護衛をしながら続いた。戦利品の船に乗組員を乗せる必要があったために艦隊の実効戦闘員がさらに減っていた。

## 海戦

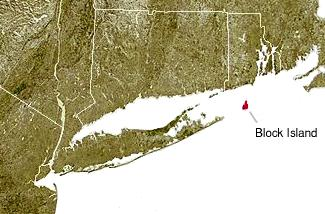
ブロック島付近の衛星写真、島をハイライトで示す、海戦はその南東で行われた

その夜は異常なほど晴れており、満月に近かった。4月6日の午前1時と2時の間、艦隊は南向きに走行していた。ブロック島の南東約8リーグ（20海里から24海里）でアンドリュー・ドリアとグラスゴーが互いを視認した。グラスゴーは西に向かっており、チャールストンを目指していた。ハウ艦長は艦隊を偵察するためにその下手に回し、その後の30分間以上を使って指呼できる範囲に入った。ホプキンス代将はこの間も信号を発しなかったので、艦隊は戦闘隊形を採らず、結果的にアンドリュー・ドリア艦長のニコラス・ビドルが後に「大慌て」と表現した戦闘に突入した。
ハウは先ずカボーに向かった。カボーの艦長はホプキンスの息子ジョン・ホプキンスだった。ジョンは識別を問われたときに、「コロンバスとアルフレッド、22門搭載のフリゲート艦」と答えた。その艦に乗っていた熱心すぎる水兵がグラスゴーの甲板に手投げ弾を投げ入れ、戦闘が始まった。カボーは武装の軽いブリッグ船であり、効果はあまりない船腹の6ポンド砲1門を発砲した。グラスゴーは船腹のさらに重い2門の砲で反撃し、カボーの船長を殺し、ジョン・ホプキンスを負傷させ、操舵を効かなくした。カボーが漂いながら去ると、アルフレッドがグラスゴーに向かってきて、互いに船腹の砲で砲撃戦に入った。この戦闘初期に放ったグラスゴーの砲弾がアルフレッドの舵柄に繋がる綱を切っており、一時的に操舵ができなくなったことで掃射される位置取りになってしまった。アルフレッドが漂うことでアンドリュー・ドリアは戦闘に加わることができず、さらには漂流するカボーを避ける必要性もあった。プロビデンスがとって返し、コロンバスも遅れて戦闘に加わったが、その発砲はあまりに大まかなものだったので、グラスゴーに損傷を与えられなかった。
グラスゴーはこのとき3艦から攻撃を受けることになったので、乗り移りを避けるために戦闘を中断し、ニューポートに戻る決断をした。帆や艤装に大きな損傷を受けていたにも拘わらず、追いかける艦隊を引き離した。アメリカ艦隊は捕獲した品物をたっぷり積んでいたので船足が遅かった。日中まで数時間続いた追跡の後、ホプキンスはニューポートのイギリス戦隊との遭遇を避けるために追跡を止めさせた。唯一の戦利品といえば、グラスゴーの上陸用小舟であり、それを4月8日にコネチカットのニューロンドンに碇泊するまで持ち帰った。

## 海戦の後
グラスゴーの乗組員は戦死1人、負傷3人の合計4人が損失だった。これは大陸海軍のお粗末な砲撃能力を示していた。被害を受けた者全員がマスケット銃によるものだった。カボーに乗っていた4人が戦死し、7人が負傷した。アルフレッドでは6人が戦死、6人が負傷した。アンドリュー・ドリアでは鼓手が1人負傷していた。

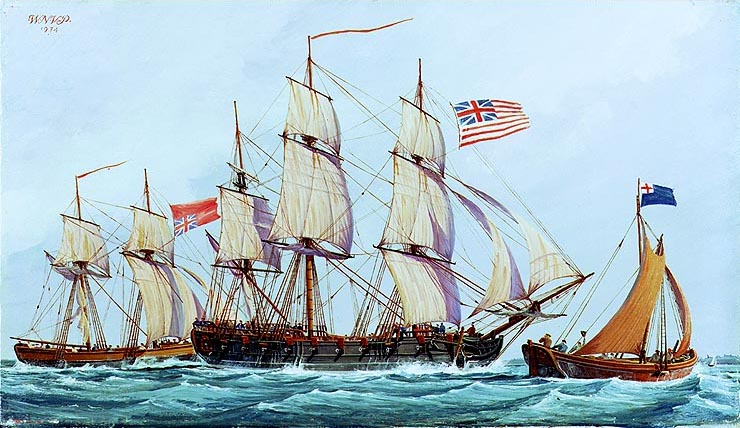
戦闘中のコロンバス、ウィリアム・ノーランド・ヴァン・パウェル画

大陸会議議長のジョン・ハンコックはホプキンスの艦隊の功績を称賛したが、グラスゴーを捕まえ損なったことで、大陸会議周辺の海軍に対する反対者に批判の機会を作ってしまった。ニコラス・ビドルはこの海戦について、「これより軽率で、指揮を誤った事態は起こりえない」と記した。コロンバスの艦長エイブラハム・ウィップルは暫く噂や臆病という告発に耐えていたが、その汚名をそそぐために軍法会議を求めることになった。この航海に参加した士官で構成される陪審団によって軍法会議は5月6日に開催され、ウィップルは臆病の罪を晴らしたが、判断ミスについては批判された。プロビデンスの艦長ジョン・ハザードはそれほど幸運ではなかった。グラスゴーとの戦闘中に任務怠慢だったことなど、部下から様々な罪を告発され、軍法会議で有罪となり、その任官を辞めさせられた。
ホプキンス代将はこの海戦と関連が無いことで大陸会議の査問を受けた。バージニアやカロライナに行く代わりにナッソーに航海したことで文書による命令に違反しており、コネチカットやロードアイランドへの航海中に得た戦利品を大陸会議への相談無しに配分していた。ホプキンスはこれらの罪にたいして問責され、艦隊が二度と航海できなくなったことなど更なる議論が続いた後の1778年1月に海軍から罷免された。艦隊の多くの艦船は乗組員不足に陥り、イギリス軍が1776年遅くにニューポートを占領したことで、艦隊はロードアイランドのプロビデンスに閉じこめられてしまった。
グラスゴーはこの海戦で損傷を受け、任務を捨ててニューポートに戻った。その船体は非常に傷んでいたので、航海に耐えられるほどまで修理して、修繕のために本国のポーツマスまで送られた。その任務はニューポート戦隊の別の艦船HMSノーティラスに渡された。